# Ha Ji-won
Jeon Hae-rim (hangul: 전해림) (ur. 28 czerwca 1978), znana profesjonalnie pod pseudonimem Ha Ji-won (kor. 하지원) – południowokoreańska aktorka. Jej najbardziej znanymi rolami są tytułowa rola w serialu historycznym Hwang Jin-yi, Gil Ra-im w komedii romantycznej Secret Garden, oraz tytułowa rola w serialu historycznym Cesarzowa Ki.
Ha Ji-won jest jedną z najbardziej rozchwytywanych aktorek. Występowała w wielu filmach i produkcjach telewizyjnych, zdobywając liczne nominacje i nagrody.
Jest znana z wszechstronności w wybieraniu ról – gra w filmach i serialach wielu różnych gatunków, takich jak akcja (w tym także sztuki walki), komedia, dramat, czy też sportowe.

## Filmografia

### Film
| Rok  | Tytuł                               | Rola              |
| ---- | ----------------------------------- | ----------------- |
| 2000 | Gawi                                | Eun-ju / Kyung-ah |
| 2000 | Donggam                             | Seo Hyeon-ji      |
| 2002 | Telefon                             | Ji-won            |
| 2002 | Saekjeuk shigong                    | Eun-hyo           |
| 2003 | Yeokjeone sanda                     | Han Ji-yeong      |
| 2004 | Nae sarang ssagaji                  | Kang Ha-yeong     |
| 2004 | Sinbu sueop                         | Yang Bong-hie     |
| 2005 | Naesaengae gajang areumdawun iljuil | Cameo             |
| 2005 | Kidari ajeossi                      | Cha Young-mi      |
| 2005 | Hyeongsa                            | Detective Namsoon |
| 2007 | 1Beonga-ui gijeok                   | Myung-ran         |
| 2007 | Saekjeuk shigong 2                  | Eun-hyo (Cameo)   |
| 2008 | Babo                                | Ji-ho             |
| 2008 | Majimak seonmul                     | Hye-yeong (Cameo) |
| 2009 | Haeundae                            | Kang Yeon-hee     |
| 2009 | Nae sarang nae gyeotae              | Lee Ji-soo        |
| 2011 | 7 gwanggu                           | Cha Hae-joon      |
| 2012 | Koria                               | Hyun Jung-hwa     |
| 2014 | Joseonminyeo samchongsa             | Jin-ok            |
| 2015 | Heosamgwan                          | Heo Ok-ran        |

### Telewizja
| Rok       | Tytuł                   | Rola           | Stacja telewizyjna |
| --------- | ----------------------- | -------------- | ------------------ |
| 1996      | Adults Don't Know       | a student      | KBS2               |
| 1998      | Dragon’s Tears          | Na-in          | KBS2               |
| 1999      | Dangerous Lullaby       | Young-eun      | KBS2               |
| 1999      | School 2                | Jang Se-jin    | KBS2               |
| 2000      | Bimil                   | Lee Ji-eun     | MBC                |
| 2001      | Life is Beautiful       | Ryu Hee-jung   | KBS2               |
| 2002      | Sunshine Hunting        | Park Tae-kyong | KBS2               |
| 2003      | Joseon yeohyeongsa Damo | Jang Chae-ok   | MBC                |
| 2004      | Balli-eseo saenggin il  | Lee Soo-jung   | SBS                |
| 2005      | Fashion 70's            | Cameo          | SBS                |
| 2006      | Hwang Jin-yi            | Hwang Jin-yi   | KBS2               |
| 2010      | Secret Garden           | Gil Ra-im      | SBS                |
| 2012      | The King 2 Hearts       | Kim Hang-ah    | MBC                |
| 2013–2014 | Cesarzowa Ki            | Ki Seung-nyang | MBC                |
| 2015      | Neoreul saranghan sigan | Oh Ha-na       | SBS                |

### Teledyski
| Rok  | Tytuł piosenki            | Artysta       |
| ---- | ------------------------- | ------------- |
| 2000 | Mother’s Diary            | Wax           |
| 2000 | Fast Mover                |               |
| 2001 | Tears                     | Luey          |
| 2003 | Oppa                      | Wax           |
| 2004 | A Black and White Picture | KCM           |
| 2005 | Flower                    | Lee Soo-young |
| 2008 | Love Story                | Rain          |
| 2015 | Daddy                     | PSY           |